# Hirudina (protista)
Hirudina es un género de foraminífero bentónico considerado un sinónimo posterior de Hippocrepinella de la familia Hippocrepinellidae, de la superfamilia Astrorhizoidea, del suborden Astrorhizina y del orden Astrorhizida. Su especie tipo era Hippocrepinella hirudiformis. Su rango cronoestratigráfico abarcaba el Cretácico superior.

## Discusión
Clasificaciones previas incluían Hirudina en la familia Dryorhizopsidae, así como en el suborden Textulariina del orden Textulariida.

## Clasificación
Hirudina incluía a las siguientes especies:
- Hirudina hirudiformis †, aceptado como  Hippocrepinella hirudiformis